# Квітник (боєприпас)
«Квітник» — це український високоточний уламково-фугасний артилерійський боєприпас з лазерною напівактивною головкою самонаведення (типу 9Е421). Виготовляється під калібр 152 мм або 155 мм (стандарт НАТО). Прийнятий на озброєння Збройних сил України 6 грудня 2012 р.

## Історія створення
Високоточний боєприпас був розроблений Ніжинським науково-виробничим комплексом «Прогрес» центральним конструкторським та проектно-технологічним бюро «Точність» під керівництвом головного конструктора Миколи Івановича Шкарлета.
В жовтні 2017 під час міжнародної виставки «Зброя та Безпека-2017» ДП НВК «Прогрес» вперше презентувало керований артилерійський снаряд з лазерним напівактивним самонаведенням калібру 152/155 мм «Квітник», виготовлений без російських комплектуючих.

## Опис
КАС «Квітник» забезпечує ураження танків, пускових ракетних установок, броньованих машин, захисних споруд (ДОТів; ДЗОТів; будівель, пристосованих для оборони тощо); самохідних та буксированих артилерійських гармат; командних, центрів керування, вузлів зв'язку; мостів та водних переправ; бойових, десантних і транспортних кораблів тощо.
Високоточний керований снаряд Квітник має суттєво меншу вагу та характеристики за ураженням противника, що дещо перевищують російські аналоги. Його лазерна напівактивна система наведення дозволяє застосовувати боєприпас не тільки проти бронетехніки, але й проти інших важливих військових об'єктів. Цей ВТБ може застосовуватися для наземної артилерії, наприклад, для самохідних гаубиць типу Мста-С або 2СЗМ «Акація», що суттєво скорочує час виконання бойової задачі. Здатний вражати цілі, що рухаються зі швидкістю до 10 м/с (36 км/год) з імовірністю 90%.
Порівняння вітчизняної розробки з іншими аналогами показує, що інженерам вдалося створити потужнішу бойову частину, крім того, снаряд вийшов довжиною менше — 1200 мм замість звичних 1300 мм, під стандарт НАТО.

## Характеристики

### Основні характеристики снаряда «Квітник»
| Довжина снаряда             | 1,2 м                  |
| Калібр                      | 152/155 мм             |
| Вага снаряда                | 48 кг                  |
| Вага ВР                     | 8 кг                   |
| Дальність дії               | 3-20 км                |
| Діапазон робочих температур | від 50 до −40 градусів |

Генеральний конструктор ЦКБ «Точність», зазначив, що «Квітник» у «10-15 разів скорочує виконання бойової задачі», а 16 таких високоефективних боєприпасів можуть виконати «роботу» 800 звичайних снарядів. 

### Характеристики голівки самонаведення
Тактико-технічні характеристики лазерної напівактивної головки самонаведення 9Э421:
| Тип                                                              | Лазерна напівактивна головка самонаведення |
| Калібр                                                           | 152 і 155 мм                               |
| Габаритні розміри: — довжина — діаметр                           | 156 мм 114 мм                              |
| Маса                                                             | 2,5 кг                                     |
| Стійкість до одиночного механічного удару з піковим прискоренням | до 10000 g                                 |
| Працездатність в діапазоні температур навколишнього середовища   | від −40 до +50 °C                          |

### Порівняння з аналогами
| Назва                             | Країна      | Зображення | Калібр, мм | Максимальна дальність стрільби, км | Тип бойової частини         | Маса вибухової речовини, кг | Довжина снаряду, мм | Маса снаряду, кг |
| --------------------------------- | ----------- | ---------- | ---------- | ---------------------------------- | --------------------------- | --------------------------- | ------------------- | ---------------- |
| «Квітник»                         | Україна     |            | 152/155    | 20                                 | уламково-фугасний           | 8,0                         | 1200                | 48,0             |
| «Краснополь»                      | Росія       |            | 152/155    | 20                                 | уламково-фугасний           | 6,4                         | 1305                | 50,8/51,3        |
| «Краснополь-М2»                   | Росія       |            | 155        | 25                                 | уламково-фугасний           | 11,0                        | 1200                | 54,0             |
| M712 «Copperhead» /«Copperhead-2» | США         |            | 155        | 16/20                              | уламково-фугасний           | 6,7                         | 1370                | 62,0             |
| M982 «Excalibur»                  | Швеція, США |            | 155        | 23/40-57                           | уламково-фугасний, касетний | 22                          | 996                 | 48               |

## Ціна
Директор департаменту розробки і закупівель озброєння і військової техніки Міноборони Володимир Грек не назвав точної вартості розробки боєприпасу, проте повідомив, що вона склала «двадцяту частину порівняно з російським (снаряд «Краснополь») та іншими аналогами». «Вартість одного снаряда складе до 200 тис. грн.», - повідомив пан Грек. За його словами, в 2009 році плануються державні випробування та прийняття «Квітника» на озброєння. Після цього Міноборони має намір закуповувати в рік по 200-300 одиниць цих боєприпасів.